# Tarempa Airport
Tarempa Airport är en flygplats i Indonesien.   Den ligger i provinsen Kepulauan Riau, i den nordvästra delen av landet, 1 100 km norr om huvudstaden Jakarta. Tarempa Airport ligger 5 meter över havet. Den ligger på ön Pulau Matak.
Terrängen runt Tarempa Airport är kuperad västerut, men österut är den platt. Havet är nära Tarempa Airport åt nordväst.